# Отулаковский, Стефан
Стефан Отулаковский (пол. Stefan Otulakowski, 28 августа 1945, Познань, Польша) — польский хоккеист (хоккей на траве), защитник, тренер.

## Биография
Стефан Отулаковский родился 28 августа 1945 года в польском городе Познань.
В 1964 году окончил профессиональное училище в Познани по специальности токаря.
В 1958—1980 годах играл в хоккей за «Варту» из Познани. В её составе одиннадцать раз выиграл чемпионат Польши по хоккею на траве (1963, 1967—1973, 1975—1976, 1980), восемь раз — по индорхоккею (1964, 1967, 1969—1971, 1973, 1975, 1979). В сезоне-1979/1980 получил приз «Золотая клюшка» лучшему снайперу сезона.
В 1972 году вошёл в состав сборной Польши по хоккею на траве на Олимпийских играх в Мюнхене, занявшей 11-е место. Играл на позиции защитника, провёл 8 матчей, забил 3 мяча (по одному в ворота сборных Франции, Мексики и Новой Зеландии).
Участвовал в дебютных для сборной Польши чемпионате Европы 1970 года и чемпионате мира 1975 года. На ЧМ-75 с 7 мячами стал лучшим снайпером турнира, поделив лидерство с нидерландцем Тисом Крёйзе и пакистанцем Манзуром-ул Хассаном. Также выступал на чемпионате Европы 1974 года.
В 1964—1976 годах провёл за сборную Польши 119 матчей, забил 57 мяча. Первый матч за национальную команду провёл 9 августа 1964 года в Познани.
Был одним из лучших в мире исполнителей пенальти.
Мастер спорта Польши (1967), заслуженный мастер спорта Польши (1976).
С 1972 года работал судьёй. По завершении игровой карьеры стал тренером, возглавлял «Лех» из Познани, который четырежды приводил к победе в чемпионате Польши (1985—1987, 1989).
Живёт в Познани.

## Семья
Отец — Станислав Отулаковский, мать — Елена Гёдль.
Женат на Кристине Кос, у них есть дочь Эдита.